# Фрідріх Деліч

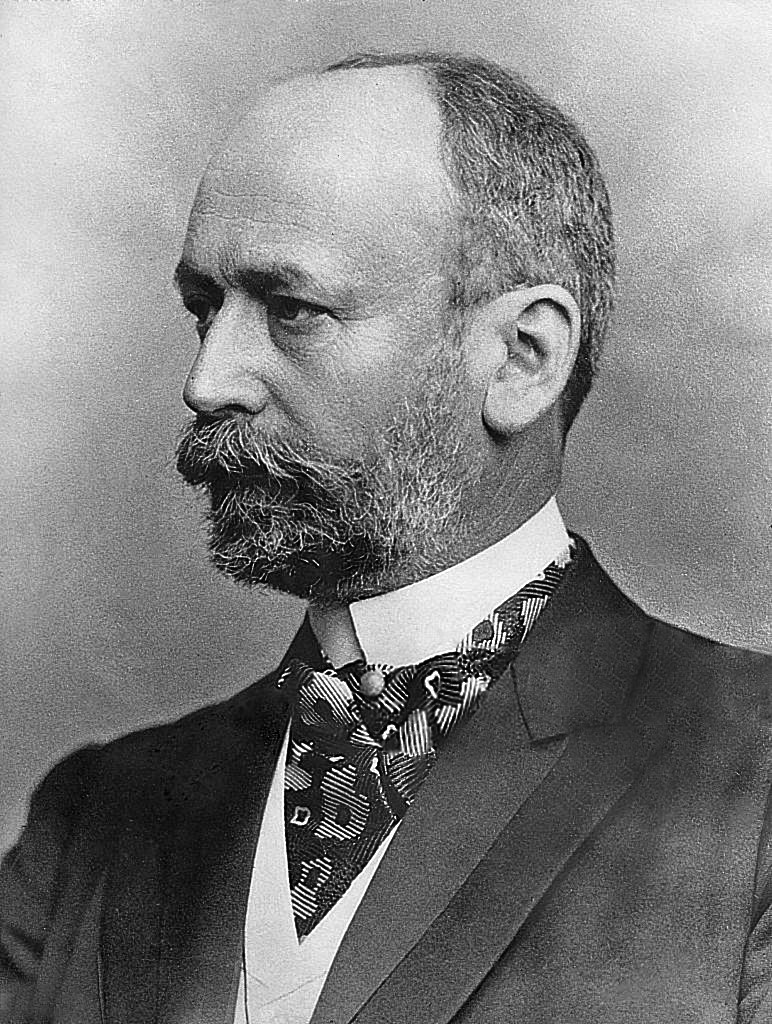
Фрідріх Деліч (1903)

Фрідріх Деліч (3 вересня 1850 р. — 19 грудня 1922 р.) — німецький ассиріолог. Він був сином лютеранського теолога Франца Деліча (1813–1890).
Народився в Ерлангені, навчався в Лейпцигу та Берліні, отримавши ступінь габілітації в 1874 р. як викладач семітських мов та ассиріології в Лейпцигу. У 1885 р. він став професором у Лейпцигу, а згодом працював професором в університетах Бреслау (1893 р.) та Берліна (1899 р.).
Він був співзасновником Німецьке східне товариство (Deutsche Orient-Gesellschaft) і директором Vorderasiatische Abteilung (Близькосхідного відділу) Королівських музеїв.

## Суперечка між Біблією та Вавилонською баштою

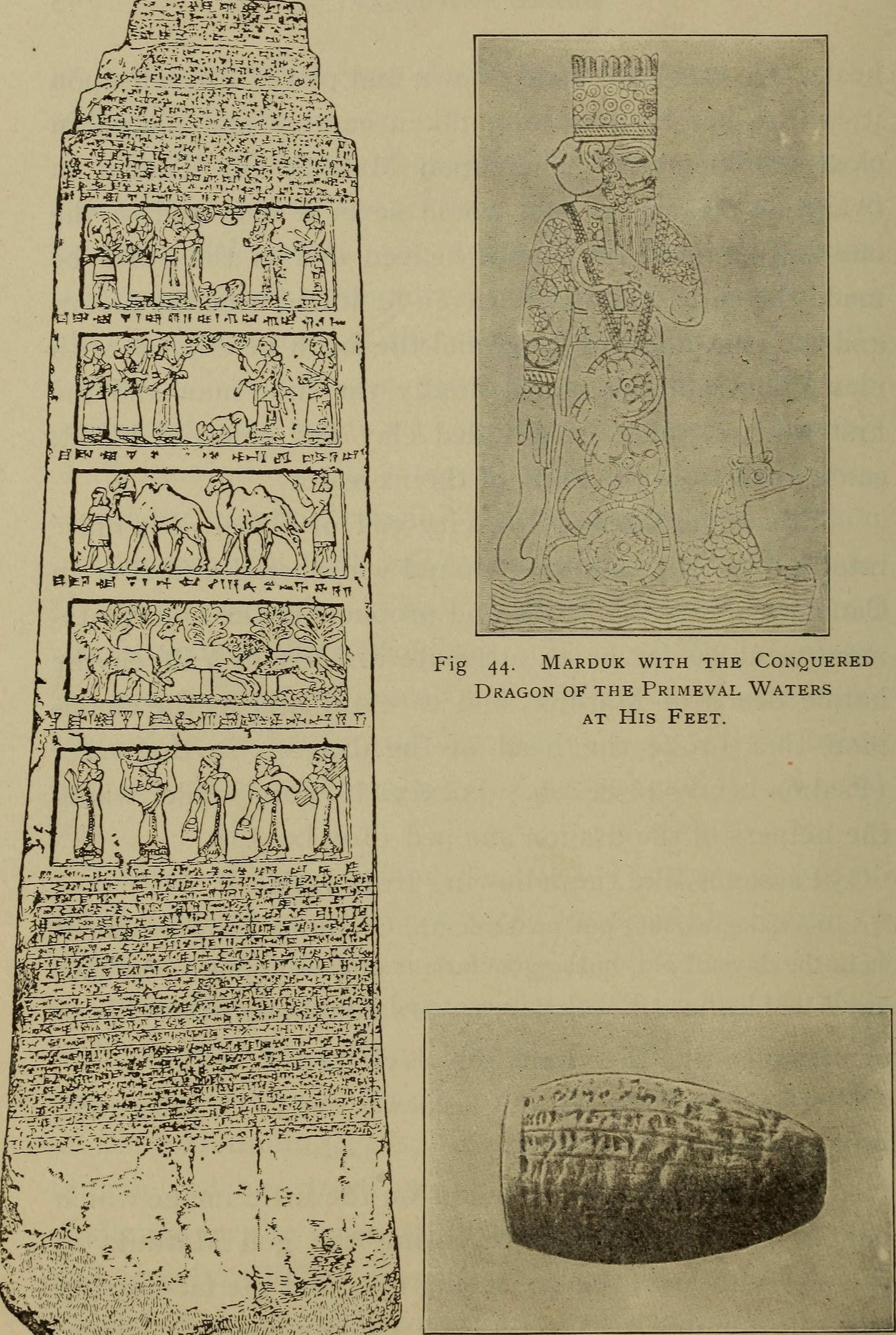
Вавилон і Біблія (1906)

Фрідріх Деліч спеціалізувався на вивченні давніх близькосхідних мов та опублікував численні праці з ассирійської мови, історії та культури. Його сьогодні пам'ятають за його наукову критику Старого Завіту. У суперечливій лекції 1902 р. під назвою «Вавилон і Біблія» Деліч стверджував, що багато писань Старого Заповіту були запозичені з давніх вавилонських оповідань, включаючи оповідь про створення світу з книги Буття та оповідь про потоп з книги Буття. Протягом наступних років було зроблено кілька перекладів та змінених версій «Вавилонської книги та Біблії». На початку 1920-х рр. Деліч опублікував двочастинну працю «Die große Täuschung» («Великий обман»), яка була критичним трактатом про книгу Псалмів, пророків Старого Завіту, вторгнення в Ханаан тощо. Деліч також різко сумнівався в історичній точності єврейської Біблії та робив великий акцент на її численних прикладах аморальності (див. також Юліус Вельхаузен).

## Вплив і спадщина
Хоча пропозиція Деліча замінити Старий Завіт німецькими міфами не поширювалася на цю редакцію, його учень Пауль Гаупт був одним із головних прихильників тези про арійського Ісуса.
У 1904 р. його було обрано членом Американського філософського товариства. 

## Твори
- Friedrich Delitzsch (1889). Archibald Robert Stirling Kennedy (ред.). Assyrian grammar with paradigms, exercises, glossary and bibliography. Т. 10 of Porta linguarum orientalium. H. Reuther. с. 446. Процитовано 5 липня 2011.
- Friedrich Delitzsch (1896). Assyrisches Handwörterbuch (ATLA monograph preservation program). J.C. Hinrichs. с. 730. ISBN 9780837089799. Процитовано 5 липня 2011.
- Bruno Meissner, Friedrich Delitzsch (1898). Assyrisches Handwörterbuch. 1896 (ATLA monograph preservation program). E.J. Brill. с. 137. ISBN 9780837085975. Процитовано 5 липня 2011.